# Иракский султанат
Иракский султанат (араб. سلطنة العراق‎) — средневековое государство (султанат), созданное Сельджукидами в 1118 году и просуществовавшее до 1194 года. Основатель — Махмуд II. Титулы правителя — султан, шах, падишах. Династии: Сельджукиды (1118—1194), Ильдегизиды (1191).

## Описание
Иракский султанат или Султанат Сельджуков в Ираке (1118—1194 годы) — государство в арабском и аджемском Ираке (Месопотамия и западный Иран) и Закавказье в со столицей в Гамадане, который образовался в результате процесса распада сельджукской империи. Султаны практически не проводили активной внешней политики, больше занимались содержанием принадлежащих им владений. Большую часть времени уделяли борьбе между представителями династии Сельджуков.

## История

### Возникновение
После смерти Мелик-шаха и последовавших междоусобиц Великая Сельджукская империя в 1118 году была разделена между сыном султана Мухаммеда Тапара — Махмудом и его дядей — Санджаром: первому достался Иракский султанат (современные Западный Иран, Ирак и Азербайджан) со столицей в городе Хамадан, второму — Хорасан, Хорезм и Мавераннахр со столицей в городе Мерв, причём Махмуд признал вассальную зависимость от Санджара.
В течение конца 1090-х годов произошел фактический раздел сельджукской империи между братьями Мухаммедом I и Ахмадом Санджаром. Последний номинально признавал власть первого как султана Великих Сельджуков. В 1118 году новый султан Махмуд II решил обуздать власть Санджара в Хорасане. Впрочем сторону последнего перешёл род Какуидов, что имел влияние в центральной Персии. В результате Махмуд II потерпел поражение и вынужден был признать Санджара султаном Великих Сельджуков, передав ему Мазендеран, Кум, Дамгас, Рэй и Демавенд. В свою очередь Махмуд II стал султаном Ираке, куда вошли земли от границ Конийского султаната в Хорасане, а именно Месопотамия (современный Ирак), Кавказ с вассальными грузинскими, армянскими государствами, Ширван, Западный Иран (так называемый Аджемський Ирак), южная Персия. Столицей Махмуд II выбрал город Гамадан.
С самого начала Сельджуки в Ираке столкнулись с попыткой стать независимыми отдельных эмиров и князей по своему государству. В течение 1120-х годов приходилось подавлять многочисленные восстания. Впрочем течение 1121—1125 годах было потеряно Грузию и Ширван, которые получили независимость, нанеся поражение войскам Иракского султаната.

### Борьба между претендентами
С 1131 году, времени смерти Махмуда II, начинается почти бесконечная борьба за власть между представителями господствующей династии, это ещё больше ослабило центральное правительство и усилило местных наместников: эмиров и атабеков (воспитателей сыновей из рода Сельджукидов). На некоторое время война прекратилась в 1134 году с восхождения на трон Масуда, но уже в 1136 началась с новой силой, которая завершилась в 1137 году.
В течение 1130-х годов вспыхнуло несколько восстаний эмиров, которые пытались отделиться. Пользуясь ослаблением султаната, багдадские халифы течение 112—1138 лет вернули себе политическую власть в пределах Арабского Ирака, а затем и Хузистана. В то же время стали самостоятельными Зангиды в Мосуле и Алеппо. Этим воспользовались новые претенденты, выступили против султана Масуда.
Впрочем течение 1147—1148 годов удалось стабилизировать ситуацию. Также было налажено отношения в семье Сельджукидов. В это же время Иракский султанат стал полностью независимым от султана Великих сельджукидов, потерпевшего поражение от кара-кита. Но уже 1152 году борьба за власть возобновилась и продолжалась до 1161.

### Упадок
В XII веке султанат состоял из ряда полунезависимых эмиратов. Обладателями самых крупных из них были Ильдегизиды в Азербайджане, Салгуриды в Фарси, Хазараспиды в Луристане, Зангиды в северном Ираке и Алеппо, другие — именовались атабеками, обладавшие важными городами. Ильдегизиды, обладая Азербайджаном в течение 30 лет руководили всем Иракским султанатом от имени фактически безвольных Сельджукидов — Арслан-шаха и Тогрула III. В 1194 году владение иракских Сельджукидов — почти весь Западный Иран — были завоеваны войсками хорезмшаха Текиша.

## Список султанов Ирака
Сельджукиды
1. Махмуд II (1118—1131)
2. Давуд (1131—1132)
3. Тогрул II (1132—1134)
4. Гийас ад-Дин Масуд (1134—1151)
5. Мелик-шах III (1151—1153)
6. Мухаммад Шах (1153—1159)
7. Сулейман-шах (1159—1161)
8. Арслан-шах (1161—1177)
9. Тогрул III (1177—1191)

Ильдегизиды
- Кызыл-Арслан (1191)

Сельджукиды
- Тогрул III (1191—1194)